# Nörenach
Nörenach ist eine Ortschaft und eine Katastralgemeinde der Gemeinde Dellach im Drautal im Bezirk Spittal an der Drau in Kärnten.

## Siedlungsentwicklung
Zum Jahreswechsel 1979/1980 befanden sich in der Katastralgemeinde Nörenach insgesamt 74 Bauflächen mit 21.408 m² und 76 Gärten auf 119.887 m², 1989/1990 gab es 95 Bauflächen. 1999/2000 war die Zahl der Bauflächen auf 204 angewachsen und 2009/2010 bestanden 134 Gebäude auf 213 Bauflächen.

## Bodennutzung
Die Katastralgemeinde ist landwirtschaftlich geprägt. 220 Hektar wurden zum Jahreswechsel 1979/1980 landwirtschaftlich genutzt und 137 Hektar waren forstwirtschaftlich geführte Waldflächen. 1999/2000 wurde auf 216 Hektar Landwirtschaft betrieben und 140 Hektar waren als forstwirtschaftlich genutzte Flächen ausgewiesen. Ende 2018 waren 204 Hektar als landwirtschaftliche Flächen genutzt und Forstwirtschaft wurde auf 154 Hektar betrieben. Die durchschnittliche Bodenklimazahl von Nörenach beträgt 31,3 (Stand 2010).

## Persönlichkeiten
- Johann Taurer (1793–1862), Gutsbesitzer und Politiker